# Diaolou
 (février 2013).
Si vous disposez d'ouvrages ou d'articles de référence ou si vous connaissez des sites web de qualité traitant du thème abordé ici, merci de compléter l'article en donnant les références utiles à sa vérifiabilité et en les liant à la section « Notes et références ».

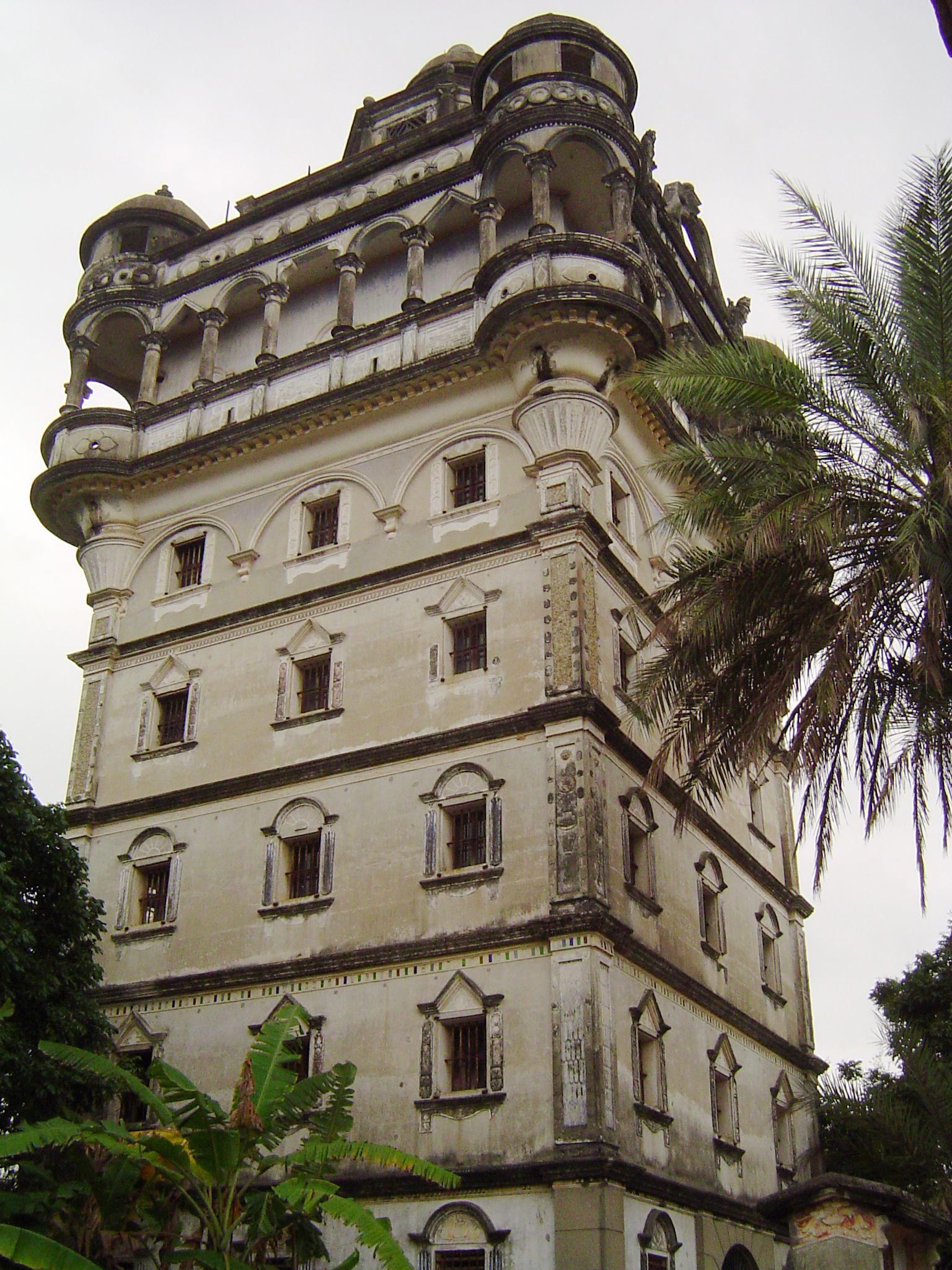
La tour de Rui Shi, un exemple de diaolou de Kaiping.

Un diaolou est un ensemble de type de tours, édifié dans plusieurs parties de la Chine.

## Étymologie
En chinois, le terme diaolou s'écrit 碉楼 (pinyin : diāolóu). Il est composé des caractères 碉 (diāo, « tour d'observation ») et 楼 (lóu, « édifice de deux étages ou plus »).

## Caractéristiques
Le terme diaolou décrit non pas un type architectural précis mais désigne plusieurs variétés de tours érigées dans plusieurs régions de Chine. Elles sont généralement composées de pierre et ont un but plutôt défensif.

## Diaolou

### Diaoloude Kaiping
Les diaolou de Kaiping sont des tours fortifiées de plusieurs étages, généralement bâties en béton armé. Elles sont érigées à Kaiping et les villes voisines, dans le centre de la province du Guangdong.
Les diaolou de Kaiping ont été érigées entre les XVIIe et XXe siècles, l'apogée de leur construction étant les années 1920 et 1930. Plus de 2 000 sont toujours dressées dans la région.

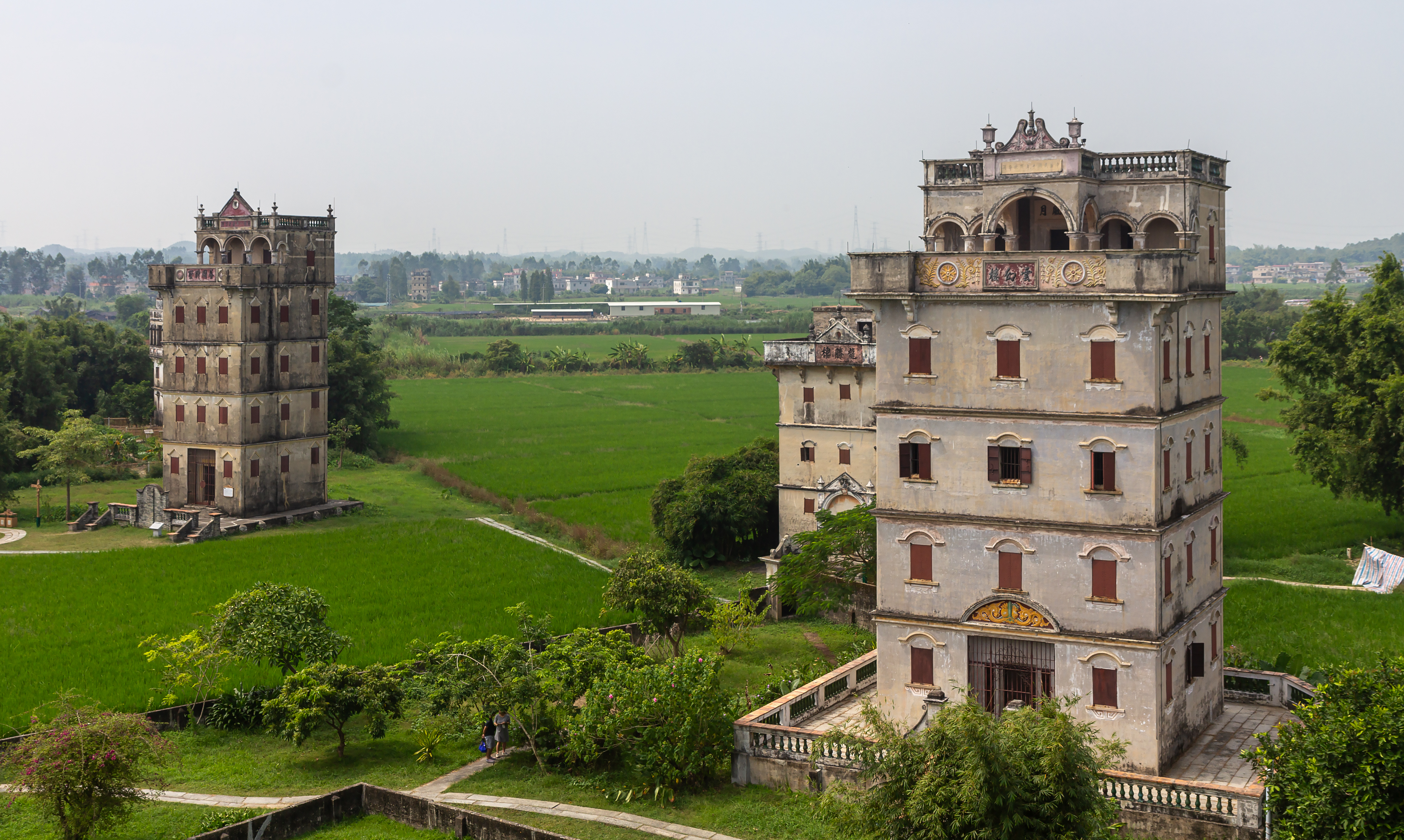
Plusieurs diaolou de Kaiping.

### Diaoloude Pékin
Les diaolou de Pékin sont d'anciennes tours de pierre.

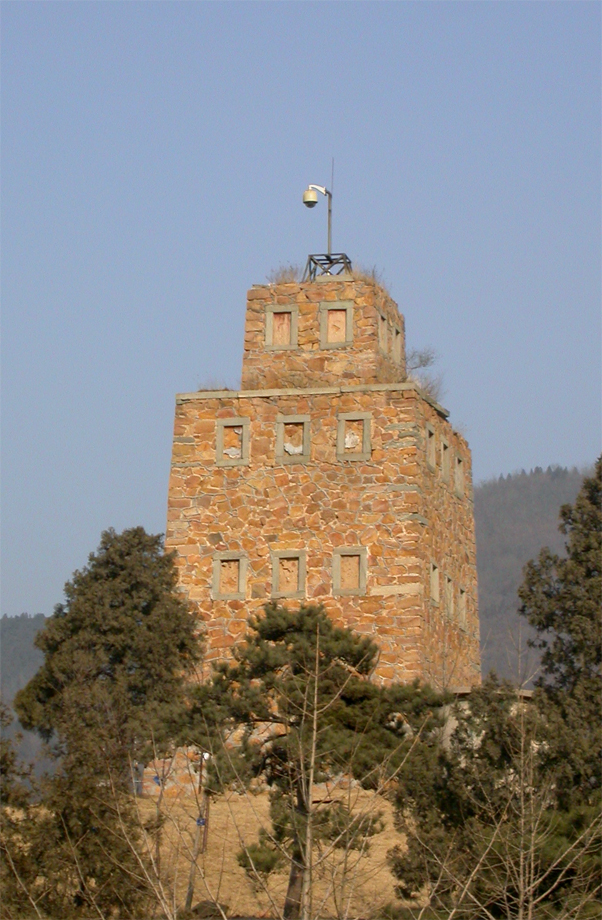
Diaolou sur les monts parfumés, proche de la citadelle Tuancheng, à Pékin.

### Diaoloutibétains etqiang
On regroupe également sous le terme de diaolou différents types de tours de l'Himalaya :
- les zàngmín gāodiāo (藏民高碉), littéralement « hauts bâtiments de pierre tibétains zang », que l'on peut trouver dans différentes régions du plateau tibétain, notamment dans le xian de Nyingchi ;
- des diaolou de plus petite taille, comme au bord du lac Qinghai ;
- les diaolou de Danba (丹巴碉楼, dānbā diāolóu), situés dans le xian de Danba, dans la province du Sichuan ;
- les diaolou qiang (羌族碉楼, qiāngzú diāolóu) de la minorité Qiang, également dans la province du Sichuan.

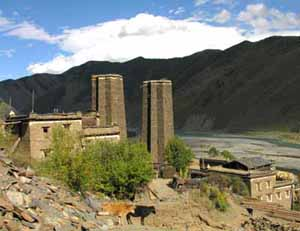
Haut diaolou tibétain zang.
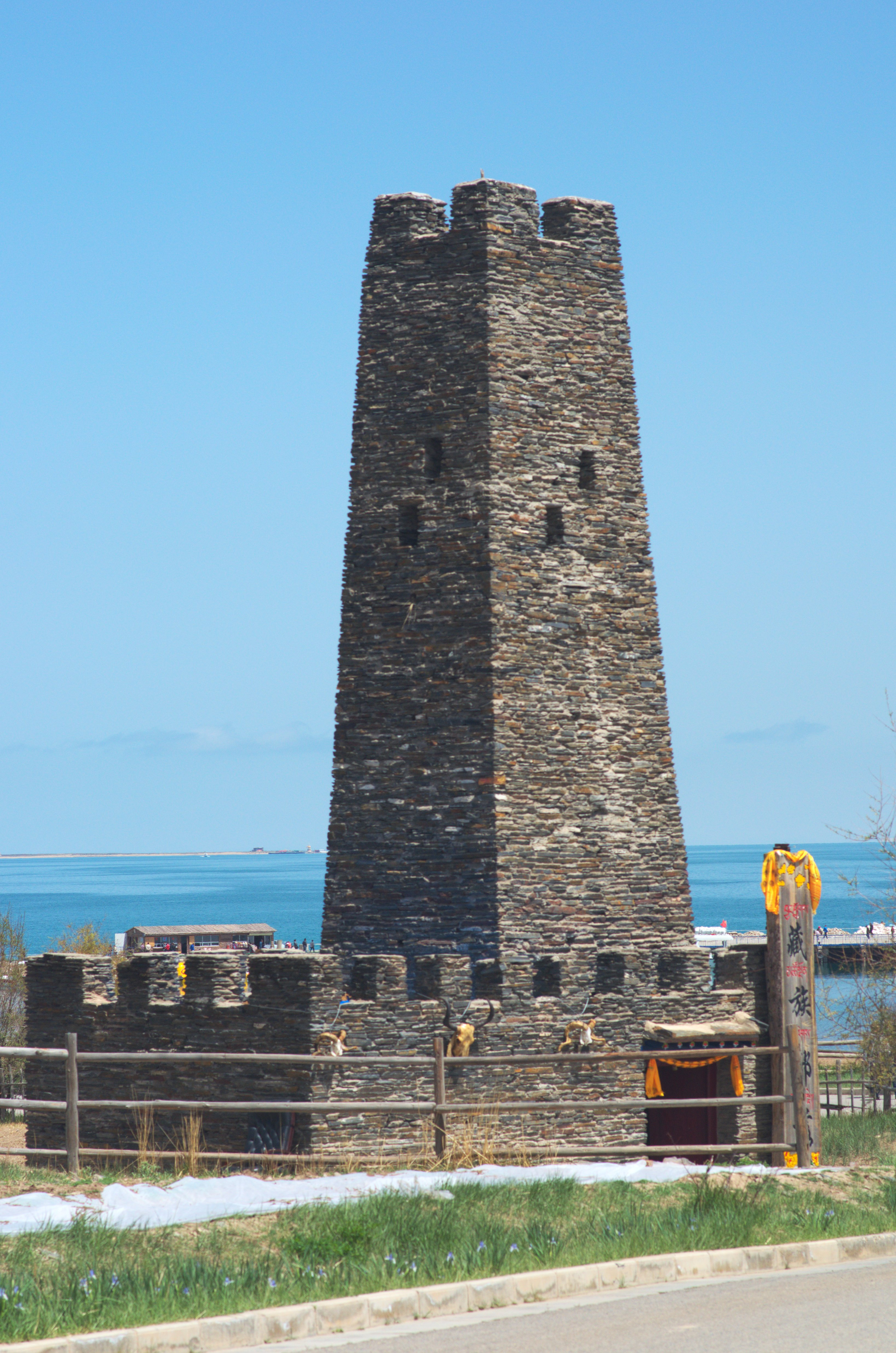
Diaolou tibétain du lac Qinghai.
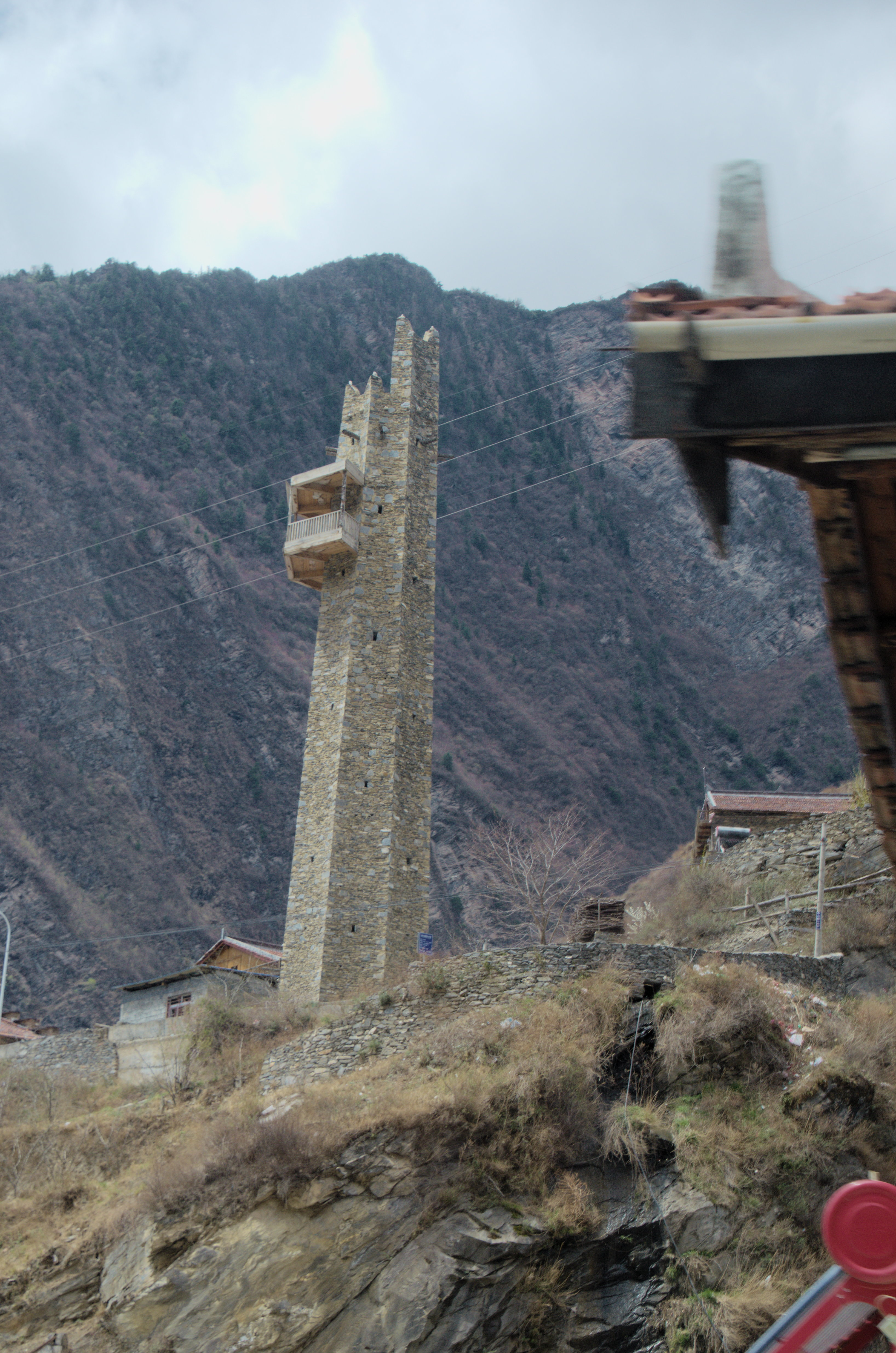
Diaolou qiang.